# Fuqing
Fuqing är en stad på häradsnivå inom provinshuvudstaden Fuzhou i provinsen Fujian i sydöstra Kina.

## Administrativ indelning
Fuqing är indelat i sju stadsdelsdistrikt, 17 köpingar och två administrativa enheter på sockennivå.
Stadsdelsdistrikt (jiedao):

- Honglu (宏路街道)
- Longjiang (龙江街道)
- Longshan (龙山街道)
- Shizhu (石竹街道)
- Yangxia (阳下街道)
- Yinxi (音西街道)
- Yuping (玉屏街道)

Köpingar (zhen):

- Chengtou (城头镇)
- Donghan (东瀚镇)
- Dongzhang (东张镇)
- Gangtou (港头镇)
- Gaoshan (高山镇)
- Haikou (海口镇)
- Jiangjing (江镜镇)
- Jiangyin (江阴镇)
- Jingyang (镜洋镇)
- Longtian (龙田镇)
- Nanling (南岭镇)
- Sanshan (三山镇)
- Shangjing (上迳镇)
- Shapu (沙埔镇)
- Xincuo (新厝镇)
- Yidu (一都镇)
- Yuxi (渔溪镇)

Områden på sockennivå:
- Dongge Huaqiao jordbruk (东阁华侨)
- Jiangjing Huaqiao jordbruk (江镜华侨)